# Zahanaua
Zahanaua – wieś w Rumunii, w okręgu Prahova, w gminie Târgșoru Vechi. W 2011 roku liczyła 220 mieszkańców.